# Kilovatio hora
 El kilovatio hora (símbolo: kW⋅h o kW h; comúnmente simbolizado como kWh) es una unidad de energía igual a 3.6 megajulios. Si la energía se transmite o utiliza a una tasa constante (potencia) durante un período de tiempo, la energía total en kilovatios hora es igual a la potencia en kilovatios multiplicada por el tiempo en horas. El kilovatio hora se usa comúnmente como una unidad de facturación para la energía entregada a los consumidores por las compañías eléctricas.

## Definición
El kilovatio hora es una unidad de energía con 1 kW⋅h equivalente a 1 kilovatio (1 kW) de potencia sostenida durante 1 hora. Un vatio es igual a 1 J/s. Un kilovatio hora es 3.6 megajulios, que es la cantidad de energía convertida si el trabajo se realiza a una tasa promedio de mil vatios durante una hora.
La unidad de energía en el Sistema Internacional de Unidades (SI) es el julio (símbolo J). La hora es una unidad de tiempo que no pertenece al SI, lo que convierte al kilovatio hora en una unidad de energía no perteneciente al SI. El kilovatio-hora no figura entre las unidades que no son aceptadas por el SI por el BIPM para su uso con el SI, aunque la hora, de la que deriva el kilovatio-hora, sí.

## Ejemplos
Un calentador eléctrico que consume 1000 vatios (1 kilovatio) y funciona durante una hora utiliza un kilovatio hora de energía. Un televisor que consume 100 vatios y funciona continuamente durante 10 horas usa un kilovatio hora. Un electrodoméstico de 40 vatios que funciona continuamente durante 25 horas usa un kilovatio hora. En términos de potencia humana, un trabajador manual masculino adulto sano realizará un trabajo igual a aproximadamente medio kilovatio hora durante un día de ocho horas.
La energía eléctrica generalmente se vende a los consumidores en kilovatios hora. El costo de ejecutar un dispositivo eléctrico se calcula multiplicando el consumo de energía del dispositivo en kilovatios por el tiempo de funcionamiento en horas y luego por el precio por kilovatio hora. El precio unitario de la electricidad puede depender de la tasa de consumo y la hora del día. Los precios varían considerablemente según la localidad. En los Estados Unidos, los precios en diferentes estados pueden variar en un factor de tres.
Mientras que las cargas de clientes más pequeños generalmente se facturan solo por energía, servicios de transmisión y la capacidad nominal, los consumidores más grandes también pagan por el consumo máximo de energía, la mayor potencia registrada en un tiempo bastante corto, como 15 minutos. Esto compensa a la compañía eléctrica por mantener la infraestructura necesaria para proporcionar la potencia máxima. Estos cargos se facturan a medida que cambia la demanda. Los usuarios industriales también pueden tener cargos adicionales de acuerdo con el factor de potencia de su carga.
La mayor producción o consumo de energía a menudo se expresa como teravatios hora (TW⋅h) para un período determinado que a menudo es un año calendario o un año financiero. Un año de 365 días equivale a 8760 horas, por lo que en un período de un año, la potencia de un gigavatio equivale a 8.76 teravatios hora de energía. Por el contrario, un teravatio hora equivale a una potencia sostenida de aproximadamente 114 megavatios por un período de un año.

## Símbolo y abreviaturas para kilovatios hora
El símbolo «kWh», aunque incorrecto, se usa comúnmente en publicaciones comerciales, educativas, científicas y de medios, y es la práctica habitual en ingeniería de energía eléctrica.
Se pueden encontrar otras abreviaturas y símbolos:
- «kW h» se usa con menos frecuencia. Es consistente con los estándares SI.[3] El estándar internacional para SI establece que al formar un símbolo de unidad compuesta, «La multiplicación debe indicarse mediante un espacio o un punto medio alto (centrado) (⋅), ya que de lo contrario algunos prefijos podrían malinterpretarse como un símbolo de unidad» (es decir, kW h o kWh). Esto está respaldado por una norma voluntaria[4] emitida conjuntamente por una organización internacional (IEEE) y nacional (ASTM). Sin embargo, al menos una guía de uso principal[5] y el estándar IEEE/ASTM permiten «kWh» (pero no mencione otros múltiplos de la hora-vatio). Una guía publicada por NIST recomienda específicamente contra «kWh» «para evitar una posible confusión».
- «kW⋅h» es, como «kW h», consistente con (y preferido por) los estándares de SI, pero se usa con menos frecuencia en la práctica.
- La etiqueta de oficial de EE. UU. para vehículos eléctricos utiliza la abreviatura «kW-hrs».[6]
- Algunas veces se ven variaciones en la escritura del símbolo: «KWh», «KWH», «kwh», etc.; estas no son aceptadas por el Sistema Internacional de Unidades.
- La notación «kW/h» no es un símbolo correcto para kilovatios hora, ya que en cambio denota kilovatios por hora.

## Conversiones
Para convertir una cantidad medida en una unidad en la columna izquierda a las unidades en la fila superior, multiplique por el factor en la celda donde se cruzan la fila y la columna. 
|                    | julios          | vatios hora     | kilovatios hora | electronvoltio | caloría         |
| ------------------ | --------------- | --------------- | --------------- | -------------- | --------------- |
| 1J = 1 kg⋅m²⋅s−2 = | 1               | 2.77778 × 10 −4 | 2.77778 × 10 −7 | 6.2410 × 10 18 | 0.239           |
| 1 W⋅h =            | 3.6 × 10 3      | 1               | 0.001           | 2247 × 10 22   | 859.8           |
| 1 kW⋅h =           | 3.6 × 10 6      | 1000            | 1               | 2.2470 × 10 25 | 8.5980 × 10 5   |
| 1 eV =             | 1.6020 × 10 −19 | 4.45 × 10 −23   | 4.45 × 10 −26   | 1              | 3.8270 × 10 −20 |
| 1 cal =            | 4.2             | 1.1630 × 10 −3  | 1.1630 × 10 −6  | 2.6130 × 10 19 | 1               |

## Múltiples de vatios hora y unidades de facturación
Todos los prefijos SI se aplican comúnmente a los vatios hora: un kilovatio hora es 1000 W⋅h (símbolos kW⋅h o kW h); un megavatio hora es 1 millón de W⋅h (símbolos MW⋅h o MW h); un milivatio hora es 1/1000 W⋅h (símbolos mW⋅h o mW h) y así sucesivamente. Los proveedores de energía eléctrica usan comúnmente el kilovatio hora para fines de facturación, ya que el consumo mensual de energía de un cliente residencial típico oscila entre unos pocos cientos y unos pocos miles de kilovatios hora. Los megavatios-hora (MW⋅h), los gigavatios-hora (GW⋅h) y los teravatios-hora (TW h) a menudo se utilizan para medir grandes cantidades de energía eléctrica a clientes industriales y en la generación de energía. Las unidades de teravatios hora y petavatios hora (PW⋅h) son lo suficientemente grandes como para expresar convenientemente la generación anual de electricidad para países enteros y el consumo mundial de energía.
Los petavatios hora pueden describir la producción de plantas de energía nuclear a lo largo de décadas. Por ejemplo, la Estación de Energía Nuclear Gravelines en Francia se convirtió en 2010 en la primera planta de energía en entregar un petavatio-hora acumulativo de electricidad.

## Confusión de kilovatios hora (energía) y kilovatios (potencia)
La potencia y la energía se confunden con frecuencia: la potencia es la tasa de entrega de energía; la energía es el trabajo realizado.
La potencia se mide en vatios o julios por segundo. La energía se mide en julios, o vatios segundos.
Una batería doméstica almacena energía. Cuando la batería entrega su energía, lo hace a un cierto nivel de potencia, es decir, la tasa de entrega de la energía. Cuanto más alto es el nivel de potencia, más rápido se entrega la energía almacenada de la batería. Si la potencia es mayor, la energía almacenada de la batería se agotará en un período de tiempo más corto.
En un período de tiempo determinado, un mayor nivel de potencia significa que se usa más energía. Para un nivel de potencia dado, un período de ejecución más largo hace que se use más energía. Para una cantidad dada de energía, un mayor nivel de potencia significa que esa energía se usa en menos tiempo.

### Potencia anualizada
La producción y el consumo de energía eléctrica a veces se informan anualmente, en unidades como megavatios-hora por año (MW⋅h/año) gigavatios-hora/año (GW⋅h/año) o teravatios-hora por año (TW⋅h/año). Estas unidades tienen dimensiones de energía divididas por el tiempo y, por lo tanto, son unidades de potencia. Se pueden convertir en unidades de potencia SI dividiendo por la cantidad de horas en un año, aproximadamente 8766 h/año.
Por lo tanto, 1 GW⋅h/año ≈ 114.08 kW.

### Mal uso de vatios por hora
Las unidades de potencia miden la tasa de energía por unidad de tiempo. Muchas unidades compuestas para varios tipos de tasas mencionan explícitamente unidades de tiempo: por ejemplo, millas por hora, kilómetros por hora, dólares por hora. Los kilovatios hora son un producto del potencia y el tiempo, no una tasa de cambio de potencia con el tiempo.
Los vatios por hora (W/h) son una unidad de cambio de potencia por hora, es decir, una aceleración en el suministro de energía. Se utiliza para medir la variación diaria de la demanda (por ejemplo, la pendiente de la curva de pato) o el comportamiento de aceleración de las centrales eléctricas. Por ejemplo, una planta de energía que alcanza una potencia de salida de 1 MW desde 0 MW en 15 minutos tiene una tasa de aceleración de 4 MW/h. Las centrales hidroeléctricas tienen una tasa de aceleración muy alta, lo que las hace particularmente útiles en situaciones de carga máxima y de emergencia. Es probable que otros usos de términos como vatios por hora sean errores.

## Otro uso
Por definición de las unidades, un consumo de 1 kW⋅h/100 km es exactamente equivalente a una fuerza de resistencia de 36 N (newtons), una idea tomada por el diagrama de von Kármán-Gabrielli.

## Otras unidades relacionadas con la energía
Varias otras unidades se usan comúnmente para indicar potencia o capacidad de energía o uso en áreas de aplicación específicas.
La producción o consumo anual promedio de energía se puede expresar en kilovatios hora por año; por ejemplo, al comparar la eficiencia energética de los electrodomésticos cuyo consumo de energía varía con el tiempo o la estación del año, o la energía producida por una fuente de energía distribuida. Un kilovatio hora por año equivale a aproximadamente 114.08 milivatios aplicados constantemente durante un año.
El contenido de energía de una batería generalmente se expresa indirectamente por su capacidad en amperios-hora; para convertir amperios-hora (A⋅h) en vatios-hora (W⋅h), el valor de amperios-hora debe multiplicarse por el voltaje de la fuente de energía. Este valor es aproximado, ya que el voltaje de la batería no es constante durante su descarga, y debido a que las tasas de descarga más altas reducen la cantidad total de energía que la batería puede proporcionar. En el caso de dispositivos que emiten un voltaje diferente al de la batería, es el voltaje de la batería (típicamente 3.7 V para Li-ion) que debe usarse para calcular en lugar de la salida del dispositivo (por ejemplo, generalmente 5.0 V para cargadores portátiles USB). Esto da como resultado un Dispositivo USB 500 mA que funciona durante aproximadamente 3.7 horas con una batería de 2500 mA⋅h, no cinco horas.
La unidad de la Junta de Comercio (BOTU) es un sinónimo obsoleto del Reino Unido para kilovatios hora. El término deriva del nombre de la Junta de Comercio que reguló la industria eléctrica hasta 1942, cuando el Ministerio de Potencia se hizo cargo.
La unidad térmica británica o BTU (que no debe confundirse con BOTU), es una unidad de energía térmica con varias definiciones, todas las cuales son aproximadamente 1055 julios o 0.293 vatios hora. El quad, abreviatura de billones de BTU, o 1015 BTU, a veces se usa en discusiones sobre energía a escala nacional en los Estados Unidos. Un quad es aproximadamente 293 TW⋅h o 1055 exajulios (EJ).
Un equivalente de TNT es una medida de energía liberada en la detonación de trinitrotolueno. Una tonelada de TNT equivalente es de aproximadamente 4184 gigajulios o 1163 kilovatios hora.
Una tonelada de petróleo equivalente es la cantidad de energía liberada al quemar una tonelada de petróleo crudo. Es aproximadamente 41.84 gigajulios o 11 630 kilovatios hora.
En India, el kilovatio hora a menudo se llama simplemente una Unidad energética. Un millón de unidades, designado MU, es un gigavatio hora y una BU (mil millones de unidades) es un teravatio hora.
El consumo de combustible nuclear se cotiza normalmente en megavatios por tonelada (MW⋅d/MTU), donde la tonelada se refiere a una tonelada métrica de uranio metálico o su equivalente, y megavatios se refiere a la producción térmica completa, no a la fracción que se convierte a electricidad.